# Wanilia płaskolistna

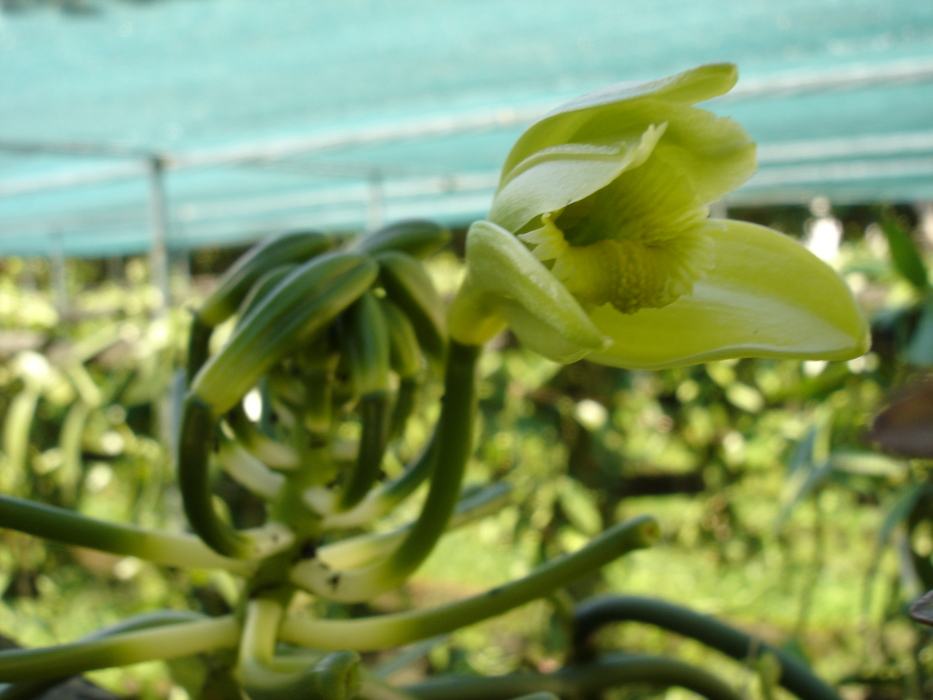
Kwiat

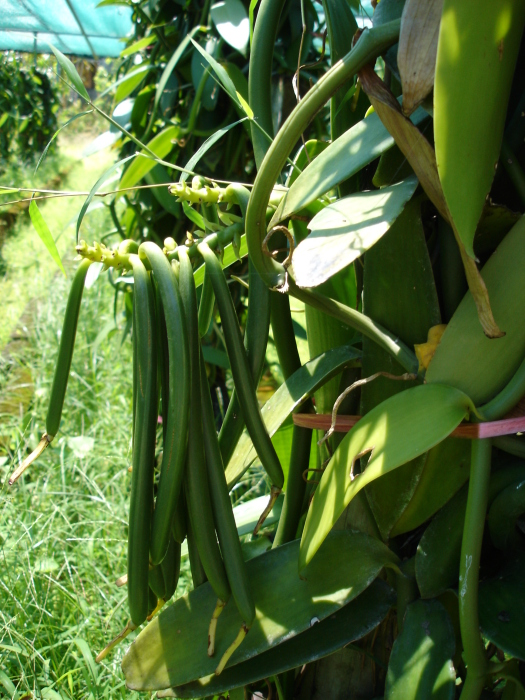
Owoce

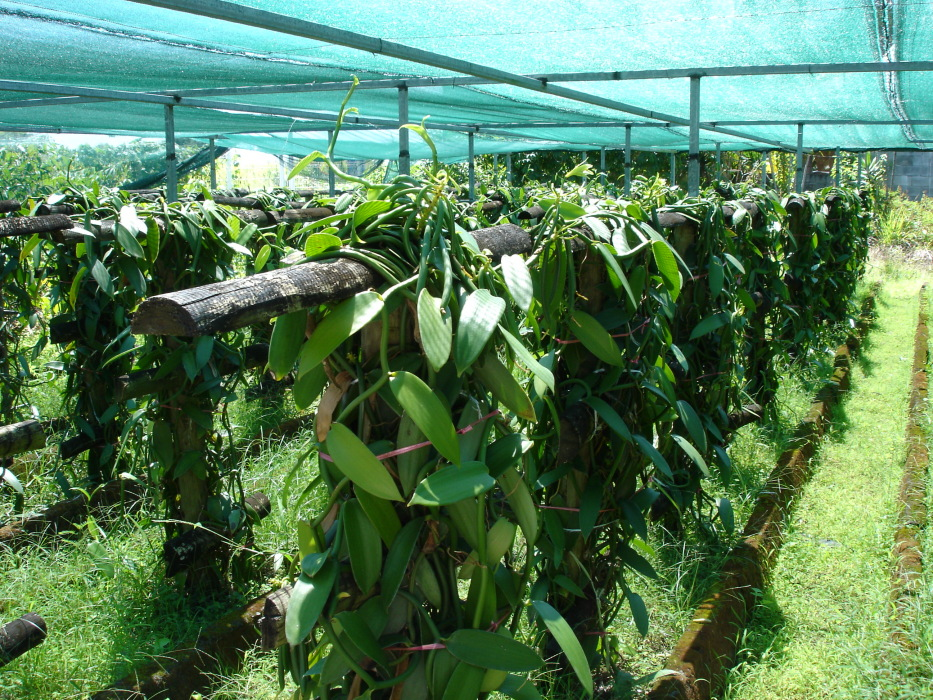
Współczesna uprawa

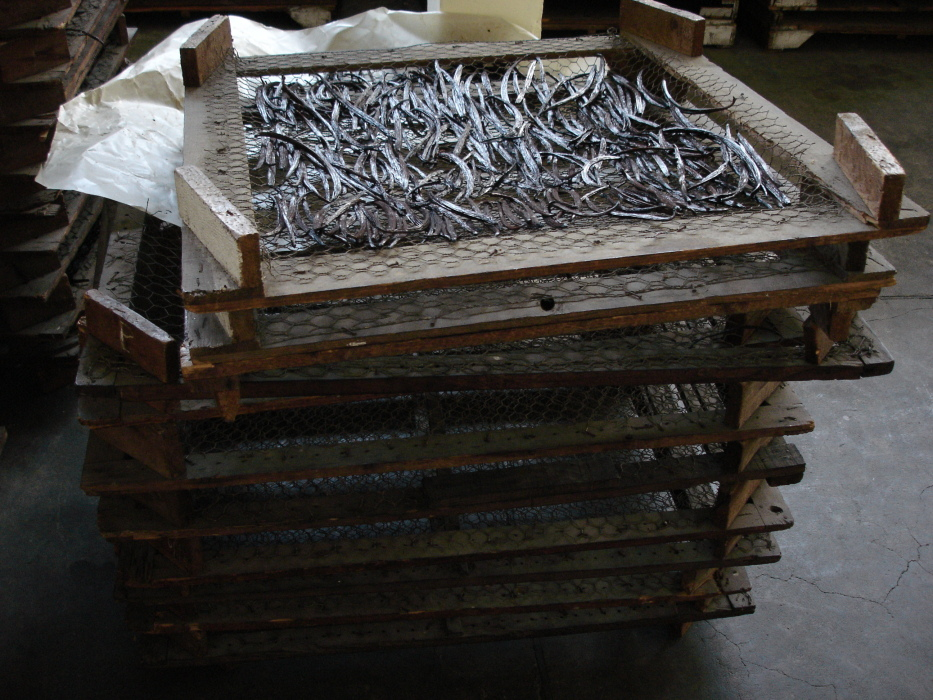
Suszenie „lasek waniliowych”

Wanilia płaskolistna (Vanilla planifolia Andrews) – gatunek pnącza z rodziny storczykowatych (Orchidaceae). Występuje w stanie dzikim w lasach tropikalnych w Ameryce Południowej i Środkowej. Użytkowane są owoce zbierane przed ich dojrzeniem, suszone i preparowane. Zawierają one substancję o charakterystycznym smaku i zapachu – wanilinę.

## Rozmieszczenie geograficzne
Gatunek ten występuje naturalnie w strefie tropikalnej Ameryce Południowej i Środkowej. Rośnie między innymi w takich państwach jak Gwatemala, Belize, Kostaryka, Panama, Kolumbia, Wenezuela, Ekwador, Peru oraz Brazylia. W Brazylii został zaobserwowany w stanach: Amazonas, Amapá, Pará, Alagoas, Bahia, Ceará, Maranhão, Paraíba, Pernambuco, Sergipe, Mato Grosso i Rio de Janeiro. 

## Morfologia
PokrójLiana osiągająca do 10 m długości.
LiścieMięsiste, sztywne, eliptyczno-lancetowate, całobrzegie, płaskie i jasnozielone.
KwiatyDuże, pachnące, o woskowym połysku i kolorze zielonkawo-żółtym, płatki od 5 do 7 cm. Kwitną ok. 8 godzin na dobę. Wanilia kwitnie co dwa, trzy lata; okres kwitnienia trwa ok. 2-3 miesiące. W Meksyku okres kwitnienia przypada od maja do sierpnia. Kwiaty są obupłciowe. Najczęściej każdy kłosokształtny kwiatostan składa się z 10-20 kwiatów.
OwoceZielona, strąkokształtna torebka nasienna zawierająca tysiące nasion.

## Zastosowanie
Roślina przyprawowa: Źródłem przyprawy są strąkokształtne torebki zbierane w fazie niepełnej dojrzałości. Poddawane są w kilku powtórzeniach suszeniu i fermentacji w wyniku czego przybierają ciemnobrązową barwę i powstaje wanilina. W ten sposób powstają tzw. laski wanilii (nazwa handlowa). Poza tym wanilia używana jest w postaci proszku, olejku lub cukru waniliowego (minimum 27% wanilii). Jest stosowana jako popularna przyprawa w cukiernictwie oraz w przemyśle spożywczym i perfumeryjnym, między innymi do produkcji likierów i przyprawiania czekolady. W wielu zastosowaniach jest obecnie zastępowana przez syntetyczną wanilinę.
Roślina lecznicza: Wanilię stosuje w formie nalewki w stanach gorączkowych oraz zaburzeniach trawienia, a także pomocniczo w blednicy.